# Melanie Müller (Fussballspielerin, 1996)
Melanie Müller (* 31. Mai 1996 in Zofingen) ist eine Schweizer Fussballspielerin.

## Karriere

### Vereine
Müller begann in Aarburg im Bezirk Zofingen im Kanton Aargau beim dort ansässigen FC Aarburg mit dem Fussballspielen. Im weiteren Verlauf gehörte sie bis ins Jahr 2014 der Jugendmannschaft des FC Aarau an. Der Jugend entwachsen, wurde sie zur Saison 2014/15 vom FC Zürich unter Vertrag genommen. Bis zum Ende der Saison 2015/16 bestritt sie für diese Mannschaft 37 Punktspiele in der Nationalliga A, der seinerzeit höchsten Spielklasse im Schweizer Frauenfussball, in denen sie fünf Tore erzielte.
Ihr Debüt im Seniorinnenbereich gab sie zum Saisonstart am 17. August 2014 (4. Spieltag) – die Spieltage 1 bis 3 wurden nachgeholt – beim 7:0-Sieg im Heimspiel gegen den FC St. Gallen als Einwechselspielerin für Meriame Terchoun. Ihr erstes Ligator für die Mannschaft erzielte sie am 24. September 2024 (8. Spieltag) beim 4:1-Sieg im Heimspiel gegen den FC Neunkirch mit dem Treffer zum 3:0 in der 76. Minute. Die Mannschaft verliess sie mit zwei Double (Meisterschaft und Vereinspokal) in Richtung Bern.
Für den Ligakonkurrenten BSC YB kam sie von 2016 bis 2018 in 44 Punktspielen zum Einsatz, in denen ihr ein Tor gelang. Für den Ligakonkurrenten FC Luzern war sie von 2018 bis 2023 am längsten aktiv und erzielte mit sechs Toren in 53 Punktspielen zwei persönliche Bestwerte. Zudem gewann sie mit der Mannschaft am 5. Juni 2021 den Final um den Schweizer Cup, der mit dem 2:0-Sieg über den FC Zürich errungen werden konnte.
Seit 2023 – erneut in Zürich – spielt sie nunmehr für den Grasshopper Club.

### Nationalmannschaften
Müller kam als Nationalspielerin für den SFV in der U17-Nationalmannschaft zu ihrem Debüt. Sie wurde in zwei und drei EM-Qualifikationsspielen der ersten und zweiten Qualifikationsrunde eingesetzt. Im ersten EM-Qualifikationsspiel am 19. Oktober 2012 im gastgebenden Moldawien erzielte sie beim 11:0-Sieg über die U17-Nationalmannschaft Bulgariens mit dem Treffer zum 3:0 in der 31. Minute sogleich ihr erstes Länderspieltor. Mit zwei Niederlagen gegen die U17-Nationalmannschaften Schwedens (0:1) und Tschechiens (0:2) in der Gruppe D der zweiten Qualifikationsrunde am 9. und 14. April 2013 wurde die Teilnahme an der Europameisterschaft in Nyon (Schweiz) verpasst.
Für die U19-Nationalmannschaft bestritt sie im September 2013 drei Spiele in der Gruppe 11 der ersten EM-Qualifikationsrunde und erzielte in den ersten beiden jeweils ein Tor (3:1 vs. Nordirland und 8:0 vs. Lettland). Im Folgejahr bestritt sie alle sechs Spiele der beiden Qualifikationsrunden und erzielte am 18. September 2014 beim 2:0-Sieg über die U19-Nationalmannschaft Österreichs das Tor zum Endstand in der 69. Minute.
Mit einem EM-Qualifikationsspiel gab sie auch ihr Debüt in der A-Nationalmannschaft. Im sechsten Spiel der EM-Qualifikationsgruppe 6 wurde sie beim 5:0-Sieg über die Nationalmannschaft Tschechiens am 4. Juni 2006 in Jablonec nad Nisou für Selina Kuster in der 74. Minute eingewechselt.
Nach zwei in Freundschaft ausgetragenen Länderspielen gegen die US-amerikanische Nationalmannschaft, die am 20. und 23. Oktober 2016 mit 0:4 und 1:5 verloren wurden, nahm sie mit ihrer Mannschaft am Turnier um den Zypern-Cup 2018 teil und wurde in allen drei Spielen der Gruppe A berücksichtigt. Im Turnier um den Algarve-Cup 2019 wurde sie zweimal eingesetzt, wobei sie im zweiten Spiel der Gruppe D, ihrem ersten, beim 3:1-Sieg über die Nationalmannschaft Portugals am 4. März in Vila Real de Santo António mit dem Treffer zum Endstand in der 84. Minute ihr einziges A-Länderspieltor erzielte. Ihren zweiten Turniereinsatz hatte sie zwei Tage später in Albufeira bei der 0:2-Niederlage gegen die Nationalmannschaft Spaniens im Spiel um Platz 7; dabei unterlief ihr das Eigentor zum Endstand in der 63. Minute. Nach zwei weiteren Freundschaftsspielen (1:0 vs. Slowakei am 9. April und 1:1 vs. Serbien am 14. Juni 2019) bestritt sie am 14. Januar 2020 im Ta’ Qali-Stadion beim 2:2-Unentschieden gegen die Nationalmannschaft Maltas ihr letztes A-Länderspiel.

## Erfolge
FC Luzern
- Schweizer Cup-Sieger 2021

FC Zürich
- Schweizer Meister 2015, 2016
- Schweizer Cup-Sieger 2015, 2016